# Juan José Rubio Ruiz
Juan José Rubio Ruiz, né le 22 juin 1948, est un homme politique espagnol membre du Parti socialiste ouvrier espagnol (PSOE).

## Biographie

### Vie privée
Il est marié.

### Activités politiques
Le 20 décembre 2015, il est élu sénateur pour Saragosse au Sénat et réélu en 2016.
Au Sénat, il est membre du groupe territorial des socialistes d'Aragon. Il est porte-parole socialiste de la fonction publique et membre de la commission des Finances et de la Fonction publique.